# شهرستان بینچوان
شهرستان بینچوان (به لاتین: Binchuan County) یک منطقهٔ مسکونی در چین است که در ولایت خودمختار دالی بای واقع شده‌است. شهرستان بینچوان ۲٬۶۲۷ کیلومتر مربع مساحت و ۳۳۰٬۰۰۰ نفر جمعیت دارد.